# Sergei Jewgenjewitsch Pajor
Sergei Jewgenjewitsch Pajor (russisch Сергей Евгеньевич Пайор; * 29. Juni 1984 in Omsk, Russische SFSR) ist ein russischer Eishockeyspieler, der seit 2019 beim CSM Dunărea Galați unter Vertrag steht.      

## Karriere
Sergei Pajor begann seine Karriere als Eishockeyspieler in seiner Heimatstadt in der Nachwuchsabteilung des HK Awangard Omsk, für dessen Profimannschaft er von 2003 bis 2007 in der Superliga aktiv war. Parallel spielte er in diesem Zeitraum für die zweite Mannschaft des Vereins in der drittklassigen Perwaja Liga sowie als Leihspieler für Energija Kemerowo, den HK Lipezk und Neftjanik Leninogorsk in der Wysschaja Liga, der zweiten russischen Spielklasse. In der Saison 2007/08 lief er parallel für den Superliga-Teilnehmer HK Sibir Nowosibirsk und seinen Ex-Klub Neftjanik Leninogorsk aus der Wysschaja Liga auf. Zur Saison 2008/09 wechselte der Linksschütze zum Zweitligisten Awtomobilist Jekaterinburg, ehe er zwei Jahre lang für den HK Metschel Tscheljabinsk auf dem Eis stand – zunächst weiterhin in der Wysschaja Liga und in der Saison 2010/11 in deren Nachfolgewettbewerb Wysschaja Hockey-Liga.
Zur Saison 2011/12 wurde Pajor vom HK Traktor Tscheljabinsk aus der Kontinentalen Hockey-Liga verpflichtet, kam aber weiter mehrheitlich bei Metschel in der Wysschaja Hockey-Liga zum Einsatz.